# 타임머신: 클락스토퍼
《타임머신: 클락스토퍼》(영어: Clockstoppers)는 미국에서 제작된 조너선 프레이크스 감독의 2002년 SF 액션 코미디 영화이다. 제시 브래드퍼드 등이 출연하였고, 게일 앤 허드 등이 제작에 참여하였다.

## 줄거리
미국 국가안보국의 자금을 지원받는 퀀텀 테크(QT) 사는 사용자의 분자를 가속시켜 세상이 정지된 것처럼 보이게 하는 하이퍼타임 기술을 개발하는 프로젝트를 계획했다. NSA 국장 무어는 이 기술이 적대 세력에 넘어갈 위험 때문에 프로젝트를 중단한다. QT의 CEO 헨리 게이츠는 하이퍼타임을 이용해 세계를 지배할 계획이었지만, 그의 계획은 틀어지고 있었다. NSA는 장비를 회수하기 전까지 단 주말밖에 주지 않았고, 그의 수석 과학자인 얼 도플러는 하이퍼타임 내의 피험자가 급격히 노화하는 결함을 고치지 못했다. 그리고 그의 부하들이 공항에서 도플러의 비밀스러운 출발을 막은 후, 도플러는 게이츠에게 하이퍼타임에 대한 정보와 시제품 하이퍼타임 손목 시계를 그의 전 스승인 조지 깁스 박사에게 보내 결함을 고칠 방법을 찾을 수 있기를 바랐다고 알린다.
깁스의 딸 켈리는 실수로 시계를 아들 잭의 물건이 담긴 상자에 떨어뜨린다. 조지는 잭이 함께 자동차 쇼핑을 가자는 부탁을 거절하고 응용 과학 컨벤션에 가 있다. 잭은 학교의 새로운 인기 소녀 프란체스카에게 계속해서 실패한다. 처음에는 그녀에게 주변을 안내해주겠다는 거만한 제안으로, 그리고 그녀가 그에게 낙엽을 긁는 것을 도와주게 한 후에는 그녀의 집에 살아있는 주머니쥐를 데려옴으로써 실패한다. 그러나 그가 그녀에게 시계의 힘을 보여주자 그녀는 감동하고, 그들은 시계를 이용해 마을 곳곳에서 장난을 치고, 나중에 잭의 친구 미커가 DJ 대회에서 우승하는 것을 돕는다. 데이트가 끝날 무렵, 프란체스카는 잭에게 굿나잇 키스를 한다.
게이츠는 하이퍼타임 시계와 다른 하이퍼타임 사용자들을 정상 시간으로 되돌리는 고체 질소 총으로 무장한 부하들을 조지의 집으로 보내 시제품을 회수한다. 그들에게서 도망치던 중, 잭은 밴에 묶여 있는 도플러를 발견하고 그를 풀어준다. 추격전이 벌어지고, 잭은 밴을 강에 처박아 시계를 못 쓰게 만든다. 잭은 병원에서 깨어나 밴을 훔친 혐의로 기소된다. 그는 경찰관의 제복을 훔칠 수 있을 만큼만 시계를 작동시켜 경찰과 게이츠의 부하들을 모두 피한다. QT 사는 국가 안보 기관에 연락하여 잭, 조지, 도플러를 도망자로 묘사한다. 잭은 프란체스카와 함께 도망쳐 조지가 묵고 있는 호텔을 찾아낸다. QT는 조지에게 먼저 도착하여 그를 붙잡아 도플러를 대신하게 한다.
도플러는 쓰레기 트럭으로 잭과 프란체스카를 붙잡는다. 프란체스카는 도플러를 기절시키고, 그녀와 잭은 도플러를 심문한다. 도플러는 마지못해 조지를 구하는 것을 돕겠다고 동의한다. 세 사람이 과학 컨벤션에서 훔친 부품을 사용하여 도플러는 고장난 시계를 고치고 그들만의 질소 총을 만든다.
잭과 프란체스카는 침입한다. 하이퍼타임을 활성화한 후, 잭은 비기능적인 시계를 백업 계획으로 손목에 착용한다. QT는 잭과 프란체스카를 붙잡고, 비기능적인 시계를 압수하며, 그들을 조지와 함께 감옥에 가둔다. NSA의 기한이 만료되자 게이츠는 접근하는 NSA 요원들을 막기 위해 전체 시설을 하이퍼타임으로 만든다. 하이퍼타임 상태에서 숨겨진 시계를 사용하자 잭의 입자는 불안정해질 정도로 가속되어, 그는 감옥 벽을 통과하고 게이츠와 그의 부하들을 조지가 하이퍼타임을 생성하는 기계를 파괴할 폭탄을 설치할 수 있을 만큼 오랫동안 교란시킨다. 게이츠는 프란체스카, 잭, 조지를 죽이려 하지만 도플러가 도착하여 질소로 게이츠를 쏜다. NSA 요원들은 시계를 안전하게 보관하고 게이츠와 그의 부하들을 체포한다. 잭에 대한 혐의는 기각된다.
도플러는 그가 만들고 있던 기계를 사용하여 하이퍼타임의 노화 효과를 되돌리지만, 실수로 그를 십대 시절로 되돌려 놓아 그는 깁스 가족과 몇 년 동안 살아야 한다. 조지는 잭이 원하던 차를 갖게 해준다. 잭이 켈리, 프란체스카, 도플러와 함께 차를 타고 질주하는 동안, 잭이 시계를 돌려주지 않고 하이퍼타임에서 계속 즐거움을 누리고 있다는 것이 밝혀진다.

## 출연
- 제시 브래드퍼드
- 폴라 가세스
- 프렌치 스튜어트
  - 미코 휴스
- 마이클 빈
- 로빈 토머스
- 줄리아 스위니
- 린지 레더먼
- 제이슨 조지
- 린다 킴
- 켄 젱킨스
- 조너선 프레이크스
- 저넷 골드스틴

## 기타 제작진
- 배역: 메리 게일 아츠, 바버라 코언
- 미술: 매릭 도브러볼스키
- 의상: 데버라 에버턴